# Finnmarken (Schiff, 2002)

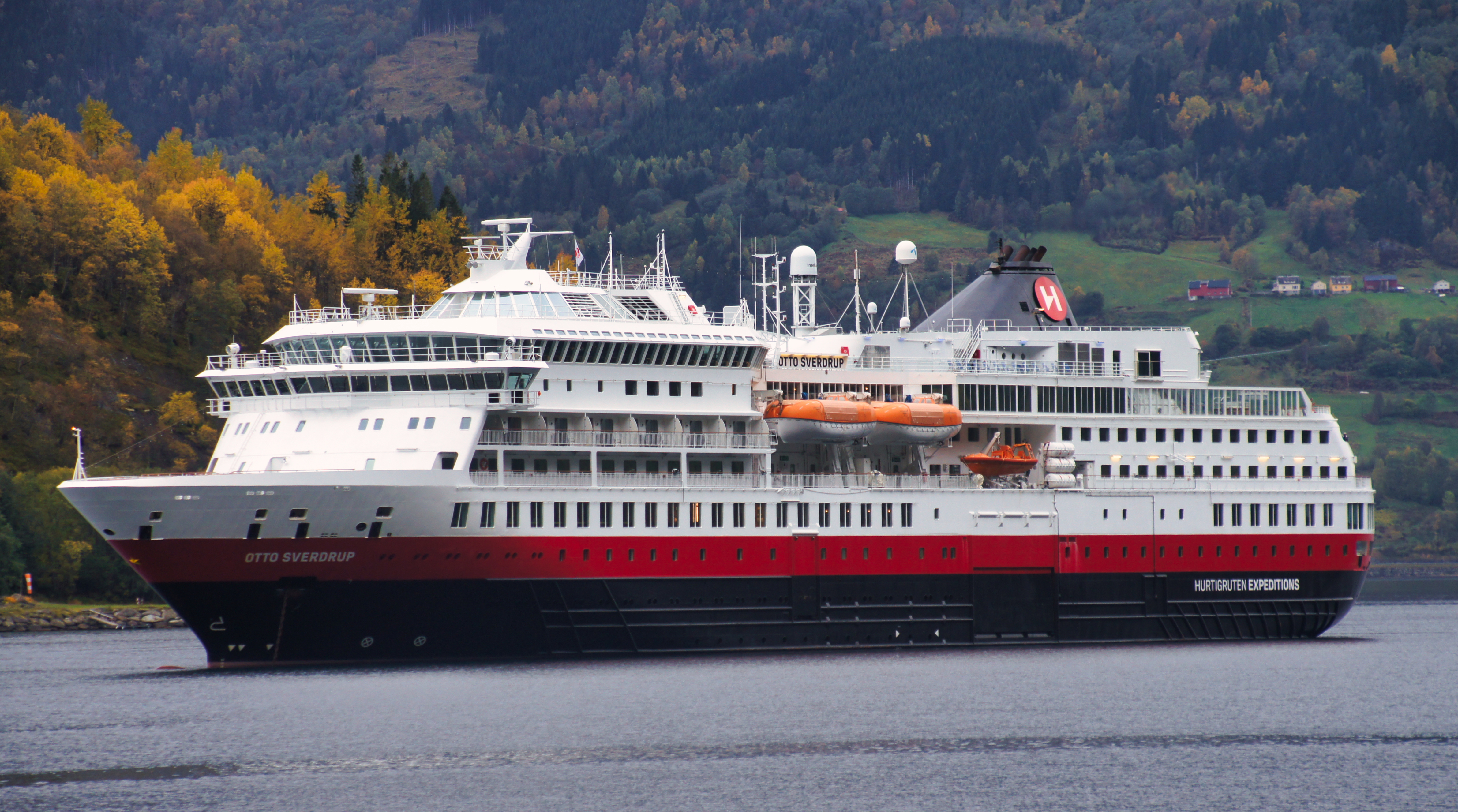

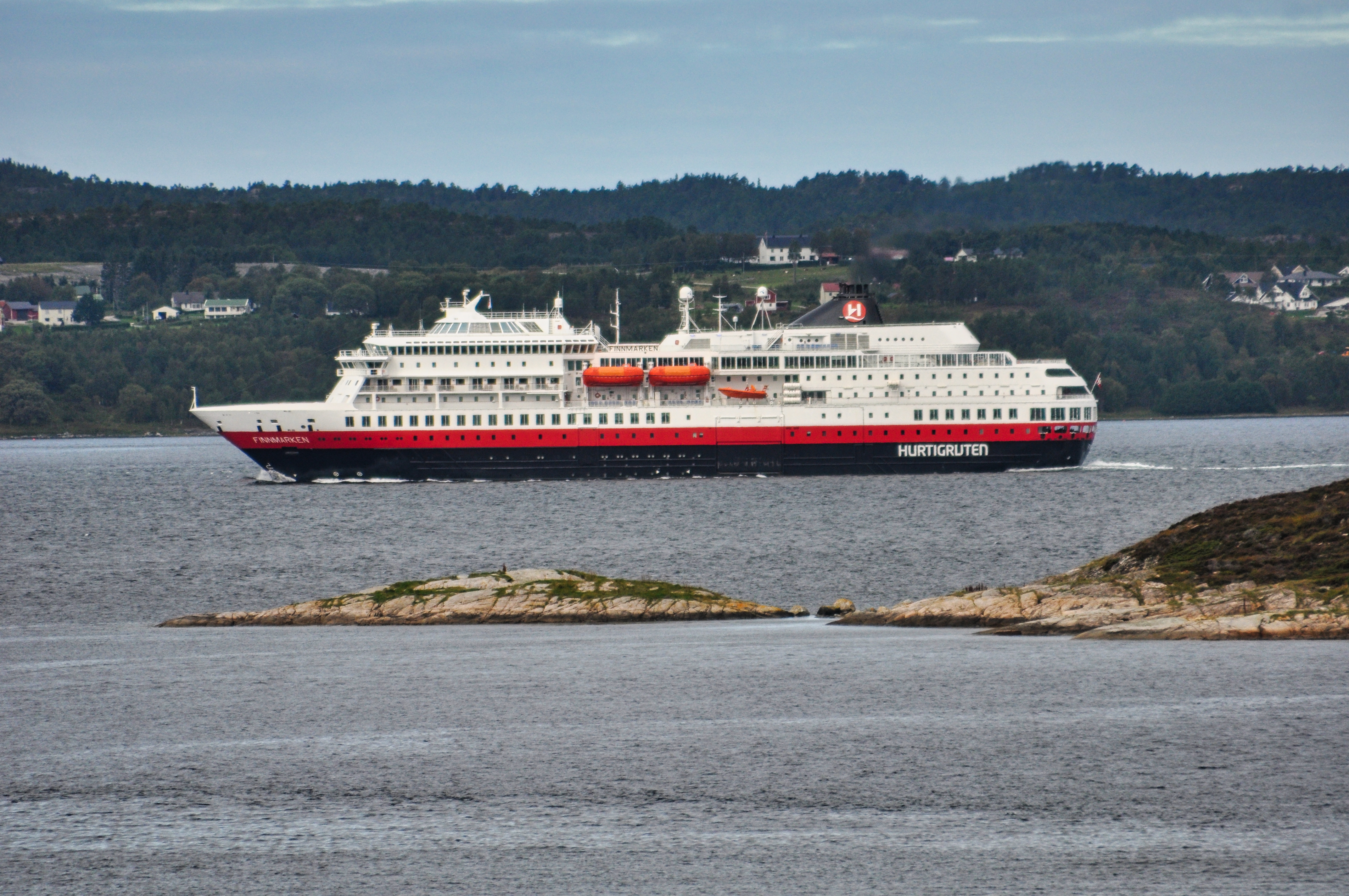
Finmarken 2014 vor Hitra

Die Finnmarken ist ein Expeditionsschiff der Reederei Hurtigruten AS. Gebaut wurde das Schiff 2002. Das Schiff ist das vierte Hurtigruten-Schiff, das diesen Namen trägt. Es wurde ursprünglich im Linienverkehr auf der „Postschifflinie“ Hurtigruten eingesetzt. Namensgeber des Schiffes ist die Finnmark, der flächenmäßig größte Verwaltungsbezirk Norwegens im äußersten Nordosten des Landes an der Grenze zu Russland. Von Mai 2021 bis zum Mai 2025 fuhr es unter dem Namen Otto Sverdrup.

## Geschichte

### Vorgänger
Die erste Finnmarken ging im Jahr 1895 auf den Hurtigruten in Dienst und wurde ab 1912 durch das zweite Schiff mit diesem Namen abgelöst. 1956 folgte die dritte Finnmarken. Dieses Schiff ist heute Teil des Hurtigrutenmuseums (norw.:Hurtigrutemuseet) in Stokmarknes und kann dort besichtigt werden.

### Bau und Indienststellung
Das Schiff wurde auf der Kleven Verft in Ulsteinvik (Norwegen) unter der Werftnummer 292 gebaut. Die Kiellegung erfolgte am 10. November 2000, der Stapellauf am 15. September 2001. Am 14. April 2002 wurde das Schiff getauft und in Dienst gestellt. Anfangs war es noch unter der Flagge und den Farben der damaligen Hurtigruten-Reederei „OVDS“ unterwegs, seit der Fusion der ehemaligen Reedereien zur Hurtigruten ASA im Jahr 2006 fährt es unter deren Flagge. Die Baukosten beliefen sich auf rund 100 Millionen Euro.

### Einsatz
Nach dem planmäßigen Einsatz im Liniendienst auf der Hurtigruten endete am 8. November 2009 die letzte südgehende Fahrt der Finnmarken. Sie wurde von der Reederei für zunächst 18 Monate als Hotelschiff nach Australien verchartert, wobei eine Option auf weitere 18 Monate Verlängerung vereinbart wurde. Für diese Zeit wurden der in schwarz-rot gestrichene Rumpf sowie der Schornstein weiß lackiert. Im Februar 2012 kehrte die Finnmarken wieder in den Liniendienst zurück und ersetzte die Nordstjernen.
2021 wurde das Schiff auf der Green Yard Kleven zum Expeditionsschiff umgebaut. Neuer Name des Schiffes wurde Otto Sverdrup, benannt nach dem norwegischen Polarforscher. Das Schiff gehört zu den vier Schiffen der Reederei Hurtigruten AS, die aufgrund der Änderungen der Vertragsbedingungen mit dem norwegischen Staat seit 2021 nicht mehr auf der Hurtigruten fahren und durch Schiffe der Reederei Havila Kystruten abgelöst werden.
Ab 2024 wird das Schiff ganzjährig auf Routen zwischen Hamburg und dem Nordkap eingesetzt. Saisonal unterschiedlich werden auf diesen Strecken diverse Häfen angelaufen. Nur einzelne dieser Häfen gehören zur klassischen Postschiffroute, wie z. B. Bergen, Svolvaer  oder Tromsø. Dafür werden andere Häfen abseits der Hurtigruten angesteuert, wie z. B. Esbjerg in Dänemark oder Stavanger in Südnorwegen. Das Schiff ist bei der Reederei Hurtigruten AS verblieben und ging nicht an die inzwischen verkaufte Kreuzfahrt-Tochtergesellschaft HX Hurtigruten Expeditions über. Am 5. Mai 2025 erhielt das Schiff wieder seinen ursprünglichen Namen Finnmarken.

## Maschinenanlage und Antrieb
Die dieselmechanische Antriebsanlage der Finnmarken wurde von Wärtsilä entwickelt und gebaut. Sie besteht aus zwei Antriebssträngen, bei denen die beiden Hauptmotoren über Reduktionsgetriebe des Typs TCH 150V85-S50 und Wellenanlagen auf Verstellpropeller wirken. Bei den Motoren handelt es sich um Neunzylinder-Viertakt-Dieselmotoren der Baureihe 32, die bei einer Drehzahl von 750/min eine Leistung von 4.140 kW (ca. 5.630 PS) entwickeln. Neben den beiden Wellengeneratoren ist das Schiff mit zwei weiteren Hauptgeneratoren ausgestattet, die von Sechszylinder-Dieselmotoren der Wärtsilä-Baureihe 32 mit einer Leistung von 2.760 kW (ca. 3.750 PS) angetrieben werden. Diese beiden Dieselmotoren können bei Bedarf jedoch zusätzlich über die Reduktionsgetriebe mit den Propellern gekoppelt werden, so dass eine maximale Antriebsleistung von 13.800 kW (ca. 18.760 PS) zur Verfügung steht. Darüber hinaus ist ein Notgenerator installiert.
Zur Verbesserung der Manövrierfähigkeit verfügt die Finnmarken neben zwei im Bug eingebauten konventionellen Querstrahlanlagen des norwegischen Herstellers Brunvoll zusätzlich über eine einziehbare Propellergondel, die im Heck zwischen den beiden Propellern installiert ist.

## Ausstattung
Das Schiff ist zugelassen für 1.000 Passagiere, es verfügt über 624 Betten in 285 Kabinen und Suiten, sowie 47 PKW-Stellplätze. Die Besatzungsstärke liegt bei 80–85 Mann, hierfür stehen bis zu 85 Betten in 56 Kabinen auf Deck zwei zur Verfügung.
Als Expeditionsschiff ist es für 526 Reisende konzipiert.
Die Ausstattung des Schiffes, die früher an die Ära des Jugendstils erinnerte und 2020 modernisiert wurde, ist eher an ein modernes Kreuzfahrtschiff angelehnt als an ein klassisches Postschiff; so gibt es zwei Restaurants, ein Bistro, drei Aufenthalts- und Aussichtssalons sowie eine Bar. Darüber hinaus verfügt das Schiff über einen Fitnessraum mit Sauna, ein Wellness-Center mit Frisör und drei Tagungs- bzw. Konferenzräume. Als bislang einziges Schiff der Hurtigruten-Flotte befindet sich auf dem Schiff  neben zwei Außen-Whirlpools ein beheizter Außen-Meerwasserswimmingpool.

## Hospitalschiff
Die Finnmarken dient zusammen mit der Maud als Reserve-Hospitalschiff der norwegischen Marine. Hierzu kann das Schiff in Katastrophen- und Krisenfällen binnen zehn Tagen zu einem schwimmenden Hospital mit 200 Betten und Platz für 70 Ärzte und Pfleger umgerüstet werden. Das Autodeck kann hierbei durch vorgefertigte Module mit Operations- und Funktionsräumen ausgestattet werden. Die Strom- und Trinkwasserversorgung kann mit bordeigenen Systemen erfolgen, so dass das Schiff auch über einen längeren Zeitraum vollständig energieautark operieren kann. Schon bei der Planung und dem Bau des Schiffes wurden diese Kriterien und Vorgaben berücksichtigt und die norwegische Marine beteiligte sich zu einem gewissen Anteil an den Baukosten des Schiffes.

## In den Medien
- Die Finnmarken war in der zweiteiligen Fernsehdokumentation Trolle, Fjorde und ein Postschiff (2007) zu sehen. Ein Kamerateam des ZDF begleitete eine Tour des Schiffes entlang der norwegischen Küste von Bergen bis Kirkenes.[10]

## Galerie

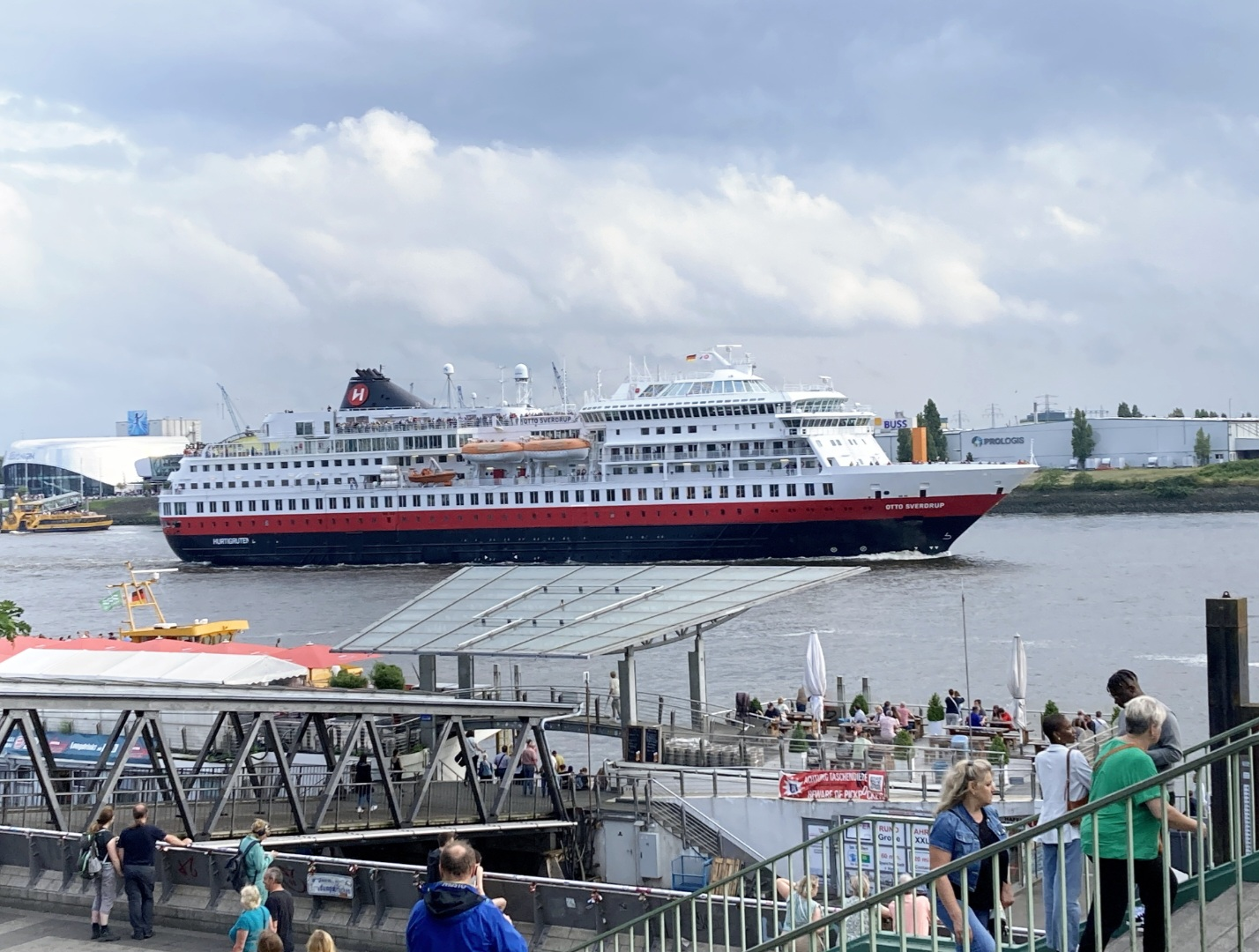
Otto Sverdrup beim Auslaufen aus Hamburg
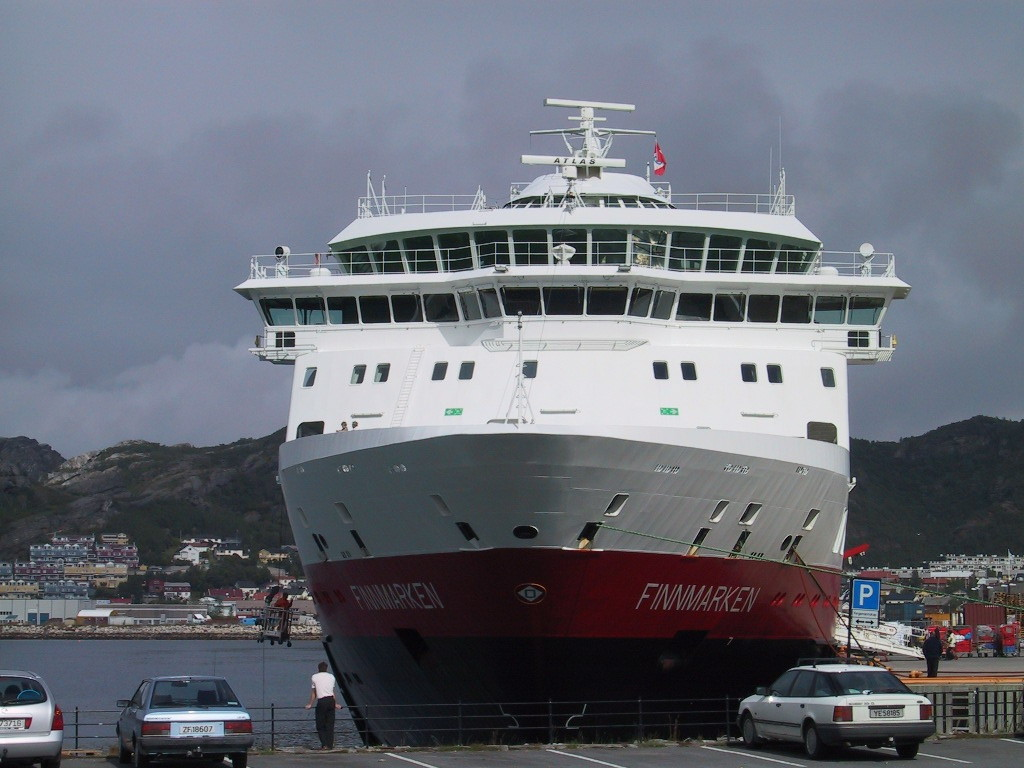
Im Hafen von Bodø
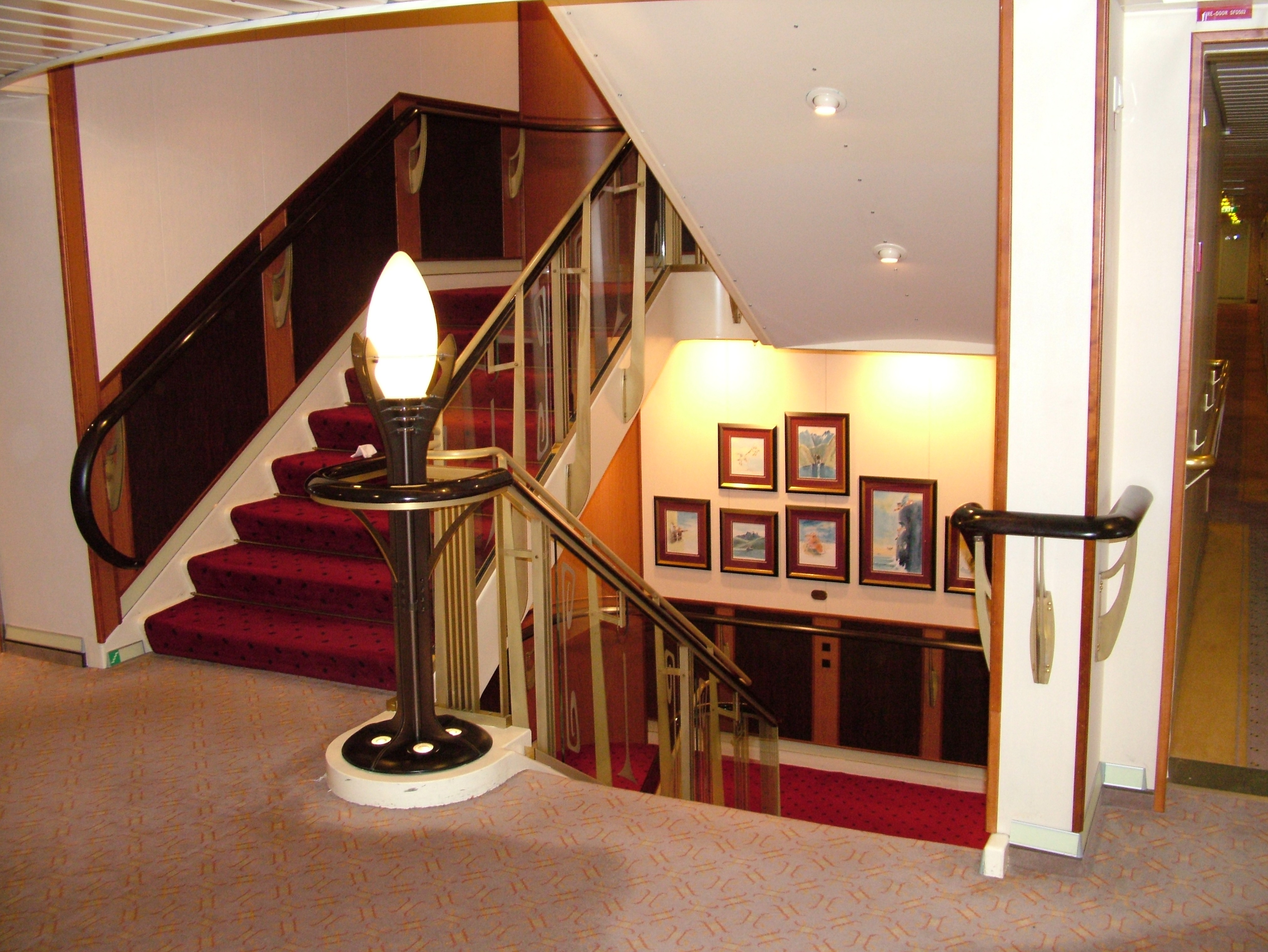
Treppenaufgänge in Jugendstil-Optik
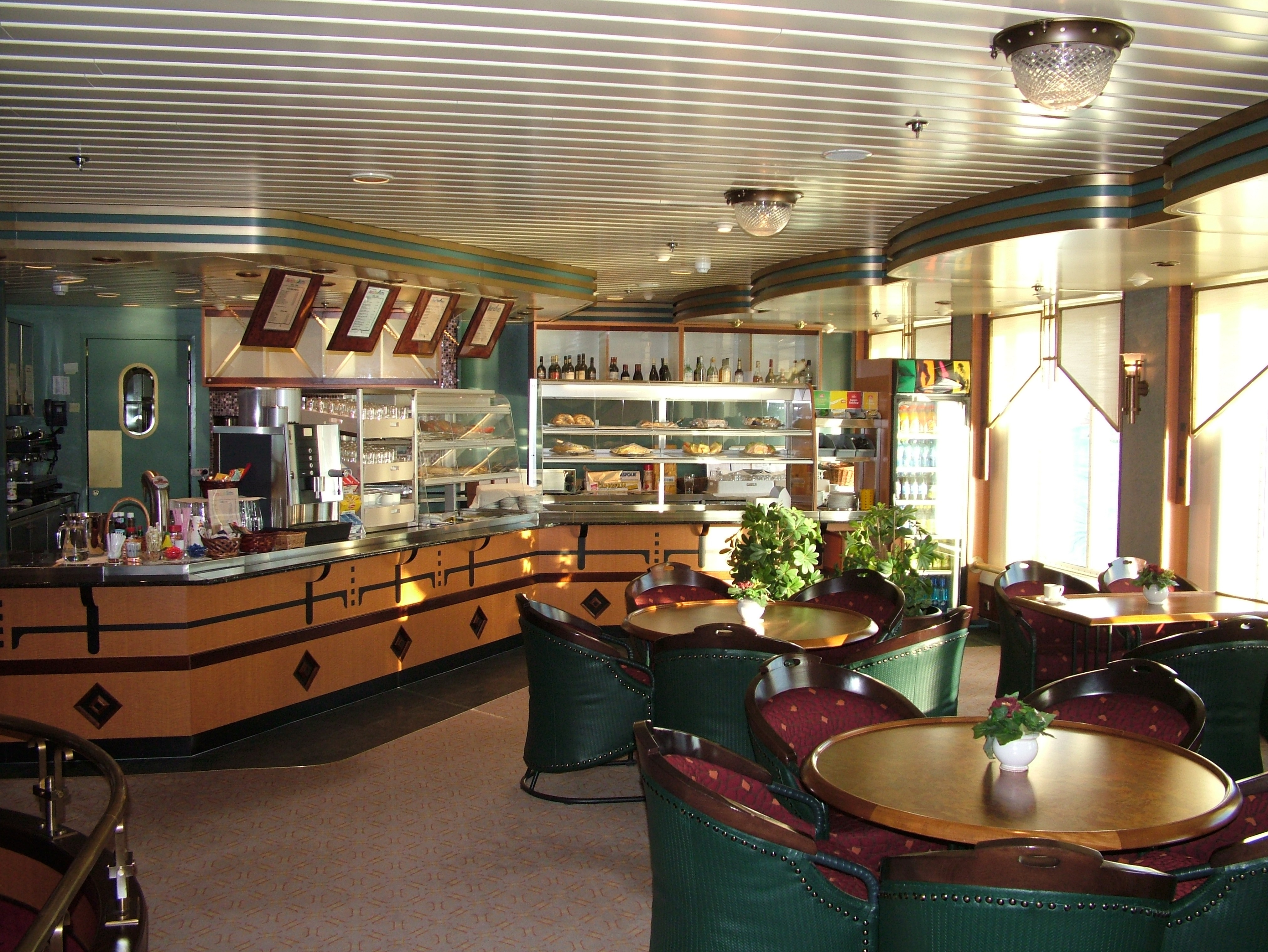
Bar an Bord der Finnmarken
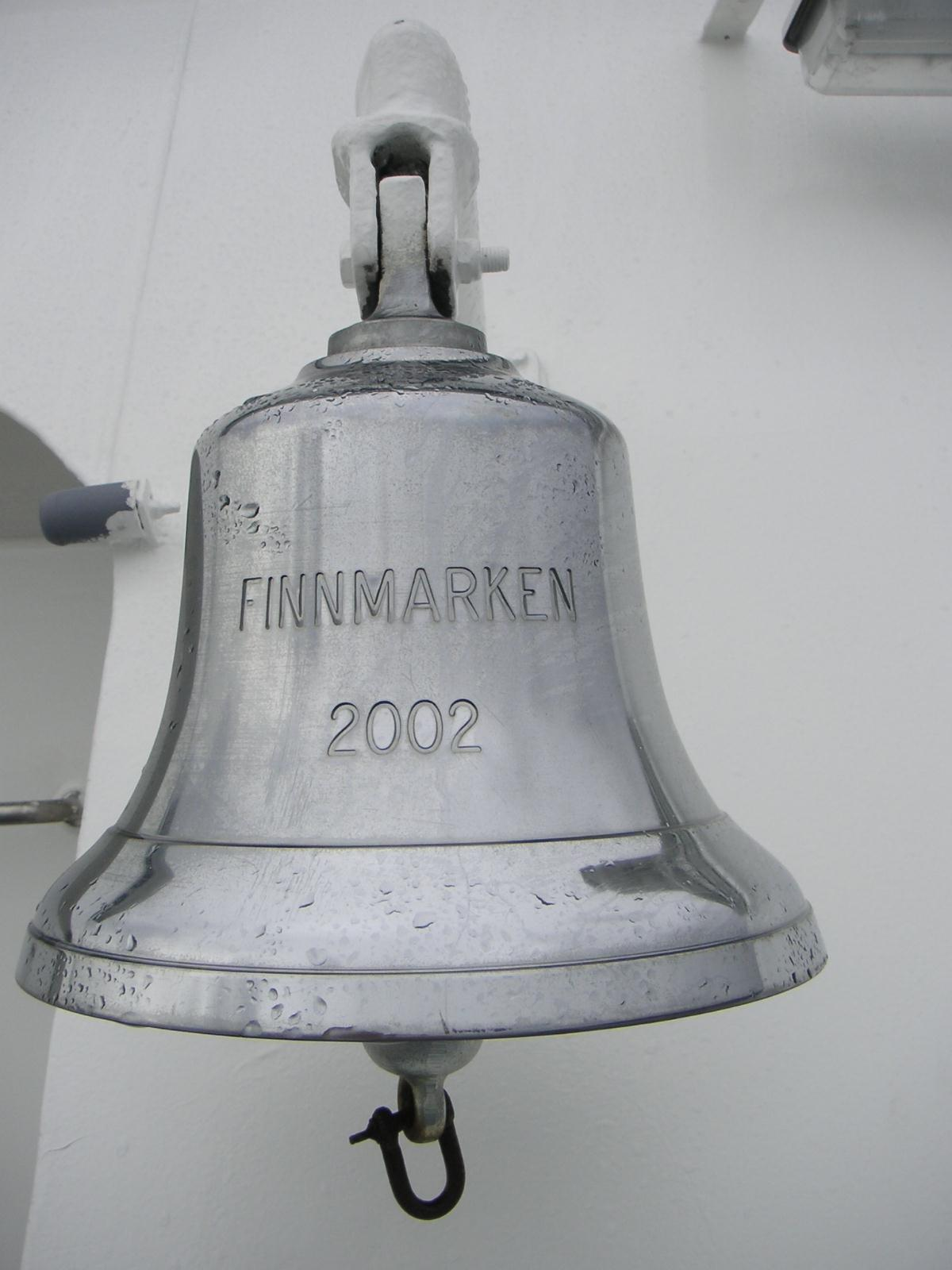
Die Schiffsglocke
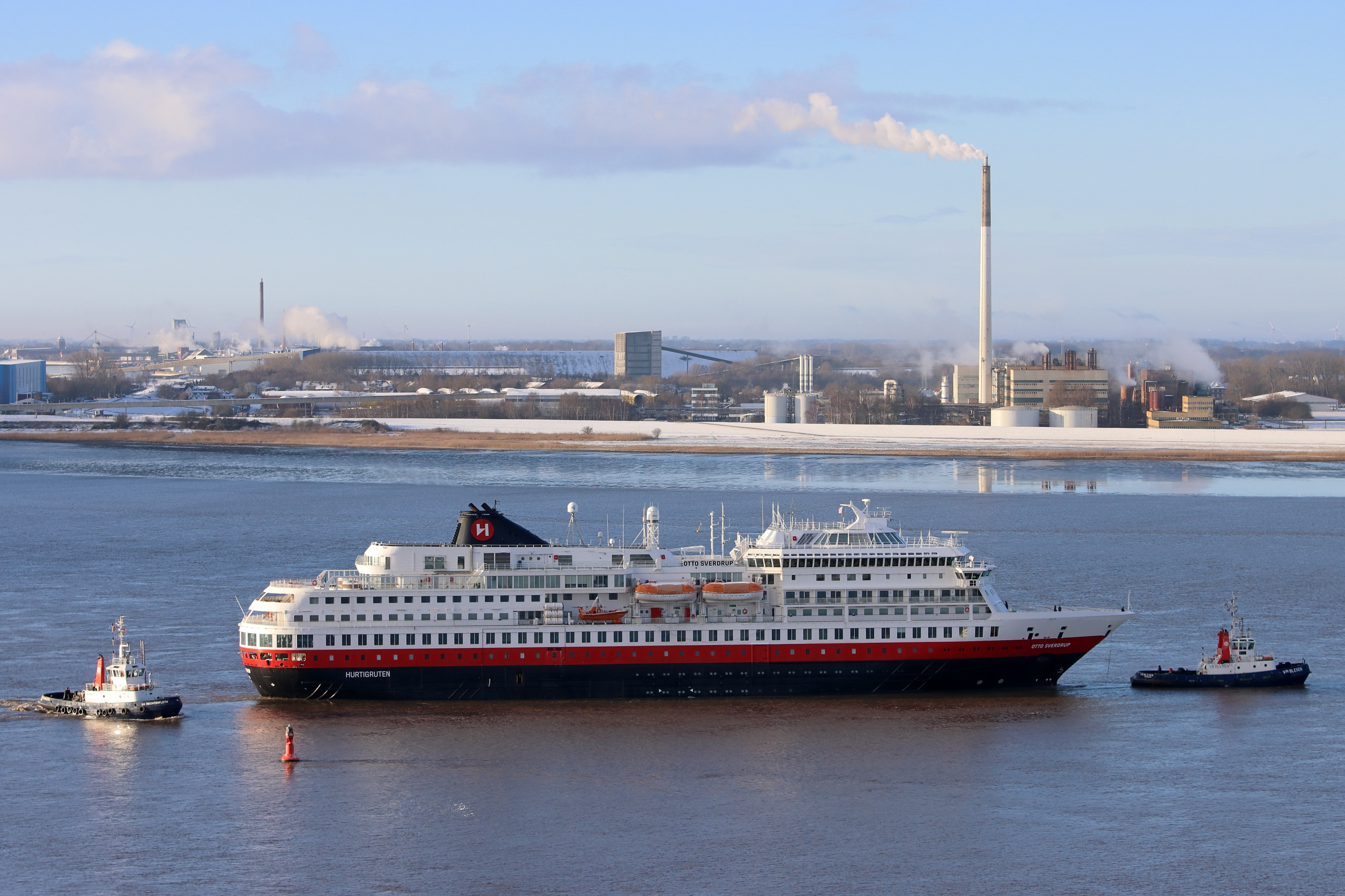
Otto Sverdrup verlässt Bremerhaven nach einem Werftaufenthalt.